# Reactor (Entwurfsmuster)
Reactor ist ein Entwurfsmuster aus dem Bereich der Softwareentwicklung zur Ereignisverarbeitung (Event Handling Pattern). 
Es unterstützt die von mehreren Clients empfangenen Service-Requests mittels eines Dispatchers/Demultiplexers an den zuständigen Event-Handler zur Verarbeitung zu verteilen.